# Åke Gauffin
Sigge Åke Gauffin, född 25 september 1938, död 17 juni 2020 i Östuna distrikt, Uppsala län, var en svensk rockmusiker (saxofon). Han var medlem i gruppen G-Men.

## Filmografi
- 1958 – Åsa-Nisse i kronans kläder - saxofonist